# Martin Wilmking
Martin Wilmking (* 18. April 1972 in Bonn) ist ein deutscher Geoökologe und Professor für Landschaftsökologie an der Universität Greifswald.

## Leben
Martin Wilmking studierte nach dem Abitur und Wehrdienst als Stipendiat der Studienstiftung des deutschen Volkes bis 1998 Geoökologie an der Universität Potsdam. In dieser Zeit arbeitete er als studentische Hilfskraft am Alfred Wegener Institut in Potsdam und am Institut für Bodenkunde der Universität Potsdam. Während des Studiums war er an der University of Alaska in Fairbanks (USA). Seine Diplomarbeit schrieb er zum Thema Von der Tundra zum Salzsee – Landschaftsökologische Differenzierung im westlichen Uvs-Nuur-Becken, Mongolei, welche er „mit Auszeichnung“ abschloss. 
Ab 1999 bis 2003 promovierte er in Landscape Ecology and Earth System Science an der University of Alaska Fairbanks mit einer Arbeit unter dem Titel The Treeline Ecotone in Interior Alaska – From theoretical concept to planning application and the science in between. Anschließend arbeitet er als Postdoc am Lamont-Doherty Earth Observatory der Columbia University, New York (USA) und wurde 2004 Research Professor for Forest Science in Fairbanks. 2005 berief ihn die Universität Greifswald als Leiter der neu gegründeten Junior Research Group in der Landschaftsökologie. Seit Oktober 2010 ist er Professor (W3) für Landschaftsökologie in Greifswald.

## Wissenschaftliche Arbeit
Martin Wilmking und seine Arbeitsgruppe befassen sich mit Prozessen der Ökosystemdynamik und Waldökologie sowie der „Global-Change-Forschung“. Landschaftsökologisch forscht die Gruppe an Konzepten zur nachhaltigen Landnutzung in Eurasien. Daran schließen sich Forschungen zur Landschaftsgeschichte und die Arbeit mit Vegetations-Datenbanken an.
Wilmking und seine Arbeitsgruppe sind an den wesentlichen Komponenten der Studiengänge Landschaftsökologie und Naturschutz (B.Sc., M.Sc.) sowie der landschaftsökologischen und vegetationsökologischen Ausbildung in Studiengängen der Biologie beteiligt. Darüber hinaus bietet er einzelne Module für geographische Studiengänge an.

### Auszeichnungen
Für seine landschaftsökologische Arbeit erhielt Wilmking eine Reihe von Auszeichnungen und Forschungspreisen. 2004 erhielt er ein Stipendium der DFG (Emmy Noether Fellowship) und im gleichen Jahr den Wissenschaftspreis des BMBF und der Alexander von Humboldt-Stiftung, den Sofja Kovalevskaja-Preis. 2008 wurde er in die Junge Akademie aufgenommen. 
Die dotierten Preise, wie der Sofja Kovalevskaja Award, halfen ihm seine Projekte umzusetzen. So konnte er durch den Sofja Kovalevskaja-Preis für das Projekt Eurasian Peatlands in a Changing Climate Role sein Projekt mit 1.000.000 Euro von 2005 bis 2008 finanzieren. Für 2020 wurde ihm der Ars legendi-Fakultätenpreis zugesprochen.